# Planchonella pyrulifera
Planchonella pyrulifera är en tvåhjärtbladig växtart som först beskrevs av Asa Gray, och fick sitt nu gällande namn av Herman Johannes Lam och Adriaan van Royen. Planchonella pyrulifera ingår i släktet Planchonella och familjen Sapotaceae.
Artens utbredningsområde är Fiji. Inga underarter finns listade i Catalogue of Life.